# Mikkel Thorup
 Ikke at forveksle med Mikkel Thorup (idéhistoriker).
Mikkel Thorup (født 1965) er en dansk professor i datalogi på Datalogisk Institut på Københavns Universitet.
Han studerede på DTU og blev færdig i 1990, og tog herefter en ph.d. på Oxford University i 1993. Fra 1993 til 1998 var han ansat på Københavns Universitet og var herefter ansat på AT&T Labs i Florham Park, USA . I 2013 blev han ansat som professor i datalogi.
Thorups primære arbejde har omhandlet algoritmer og datastruktur. Et af hans mest velkendte resultater er afstande mellem planare grafer (Thorup, 1999).
Sammen med Mihai Pătraşcu har han arbejdet med hashfunktioner
Thorup er redaktør på det videnskabelige tidsskrift Journal of the ACM i emner der berører algoritmer og datastrukturer. Han er endvidere medlem af redaktionerne på SIAM Journal on Computing, ACM Transactions on Algorithms og Theory of Computing.
Han har været fellow i Association for Computing Machinery siden 2005 for sine bidrag til algoritmer og datastrukturer. Han blev medlem af Videnskabernes Selskab i 2006. I 2010 modtog han AT&T Fellows Honor for “enestående innovation i algoritmer, herunder avancerede hashing og stikprøver anvendes på AT & Ts trafikanalyse på internettet og tale-tjenester.”
I 2011 modtog han sammen med fire andre David P. Robbins Prize fra Mathematical Association of America for at have løst det omkring 150 år gamle problem med at finde det maksimale udhæng for en stabel af identiske blokke. “The papers describe an impressive result in discrete mathematics; the problem is easily understood and the arguments, despite their depth, are easily accessible to any motivated undergraduate.” 
I 2015 modtog han Villum Kann Rasmussens Årslegat til Teknisk og Naturvidenskabelig Forskning på 5 mio. DKK for sit arbejde.

## Udvalgte publikationer
- Thorup, Mikkel (1999). "Undirected Single Source Shortest Paths with Positive Integer Weights in Linear Time". Journal of the ACM. 46 (3): 362-394. doi:10.1145/316542.316548. Announced at FOCS 1997.
- Pătraşcu, Mihai; Thorup, Mikkel (2010). "Higher lower bounds for near-neighbor and further rich problems". SIAM Journal on Computing. 39 (2): 730-741. doi:10.1137/070684859. Preliminary version published in FOCS 2006, doi:10.1109/FOCS.2006.35.
- Pătraşcu, Mihai; Thorup, Mikkel (2011), "The power of simple tabulation hashing", Proceedings of the 43rd annual ACM Symposium on Theory of Computing (STOC '11), s. 1-10, arXiv:1011.5200, doi:10.1145/1993636.1993638.
- Paterson, Mike; Peres, Yuval; Thorup, Mikkel; Winkler, Peter; Zwick, Uri (2009). "Maximum overhang" (PDF). The American Mathematical Monthly. 116 (9): 763-787. doi:10.4169/000298909x474855. 2011 MAA Robbins Award.